# St. Clair (Michigan)
St. Clair è un comune degli Stati Uniti d'America, situato nello Stato del Michigan, nella contea di St. Clair.